# Lhota pod Kůstrým
Lhota pod Kůstrým (také Lhůta) je vesnice, část obce Nová Ves v okresu Strakonice v Jihočeském kraji. Lhota se nachází v Šumavském podhůří pod vrchem Kůstrý. Několik set metrů od vesnice probíhá hranice Plzeňského a Jihočeského kraje. V roce 2011 zde trvale žilo devět obyvatel.
Pod vesnicí se vlévá Růžďský potok přitékající z Růždí do Novosedlského.

## Název
V roce 1869 nesla název Lhota pod Kustrým, v letech 1880–1890 Kustrá Lhota, v letech 1900–1930 Kůstrá Lhota t. Lhota pod Kůstrým, od roku 1950 se nazývá Lhota pod Kůstrým.

## Historie
První písemná zmínka o vesnici pochází z roku 1544.

## Přírodní poměry
Kůstrý (845 metrů) je vrch v Mladotické vrchovině v Šumavském podhůří mezi vesnicemi Zálesí, Víska, Lhota pod Kůstrým a Maleč. Kůstrý je tvořen dvojvrcholem a představuje druhý a třetí nejvyšší vrchol okresu Strakonice. Ve vrcholové části vystupují menší skaliska a suťové proudy. Na vrcholku kopce stávala dřevěná, pětiposchoďová triangulační věž.

## Obyvatelstvo
| Rok            | 1869 | 1880 | 1890 | 1900 | 1910 | 1921 | 1930 | 1950 | 1961 | 1970 | 1980 | 1991 | 2001 | 2011 | 2021 |
| -------------- | ---- | ---- | ---- | ---- | ---- | ---- | ---- | ---- | ---- | ---- | ---- | ---- | ---- | ---- | ---- |
| Počet obyvatel | 129  | 142  | 124  | 133  | 135  | 114  | 100  | 68   | 70   | 44   | 21   | 15   | 12   | 9    | 7    |
| Počet domů     | 19   | 19   | 19   | 17   | 21   | 22   | 22   | 19   | 19   | 16   | 14   | 19   | 19   | 19   | 20   |

## Obecní správa
Při sčítání lidu v letech 1850–1949 Lhota pod Kůstrým byla osadou obce Strašice v okrese Strakonice. V letech 1950–1973 byla osadou obce Víska, se kterým patřila nejprve do okresu Vimperk, ale od roku 1960 v okrese Strakonice. Od 1. ledna 1974 do 31. prosince 1991 byla částí obce Hoslovice v okrese Strakonice. Od 1. ledna 1992 je částí obce Nová Ves v okrese Strakonice.

## Neověřená legenda
Hospodský na Parýzku, zvaný Starý Parýzek nebo Herr von Parýz, kdysi vyprávěl, že na jižní straně Lhůty pod Kůstrým stával zámek, vedle něho prý stávala sklárna a myslivna. Příkop v tom lese říká, že by pověst mohla být pravdivá, dosud se tomu místu říká V Zámeckém lese; hospodský také tvrdil, že na podzim, když padne mlha, v tom lese straší a dějí se věci podivné…

## Doprava
Pod vesnicí se na křižovatce nalézá zastávka autobusové linky Strakonice – Nová Ves, Lhota pod Kůstrým. Do Lhoty vede pouze jedna přístupová silnice, která se napojuje právě na zmíněnou křižovatku.